# The Hissing of Summer Lawns
The Hissing of Summer Lawns ist das siebte Studioalbum von Joni Mitchell, das 1975 veröffentlicht wurde.

## Songs
Der erste Titel In France They Kiss on Main Street ist ein etwas jazziger Rocksong über das Erwachsenwerden in einer kleinen Stadt in der Rock-’n’-Roll-Ära der 1950er Jahre.
The Jungle Line verwendet ein Field Recording aus Afrika der Royal Drummers of Burundi (im Plattentext Warrior Drums genannt), über die Gesang und Instrumente gelegt wurden.
Das jazzige Edith and the Kingpin erzählt von Edith, die sich von einem Kleinstadt-Gangster erobern lässt. Don't Interrupt the Sorrow ist ein auf akustischer Song über Frauen, die sich gegen die männliche Dominanz behaupten. Shades of Scarlett Conquering ist ein Orchester-basiertes Stück über eine Südstaaten-Schönheit, deren Leben auf den Stereotypen der Figur Scarlett O’Hara aus Vom Winde verweht gründet.
Im Titeltrack The Hissing of Summer Lawns geht es um eine Frau, die sich dafür entscheidet, in einer Ehe zu bleiben, in der sie als Teil ihres Mannes behandelt wird. The Boho Dance kommentiert Menschen, die das Gefühl haben, dass Künstler ihre künstlerische Integrität für den kommerziellen Erfolg verraten.
Harry's House / Centerpiece befasst sich mit dem Scheitern der Ehe und der Einsamkeit im modernen Leben und umrahmt den 1958er Jazzstandard Centerpiece von Harry Edison und Jon Hendricks. Sweet Bird ist ein sparsamerer Akustik-Titel im älteren Stil Mitchells, der sich mit dem Verlust an Schönheit mit zunehmendem Alter befasst.
Der letzte Track Shadows and Light besteht aus chorartigen Überlagerungen ihrer Stimme und einem Synthesizer.

## Albumcover
Auf dem Albumcover, das von Mitchell gestaltet wurde, wird auf das afrikanische Thema von The Jungle Line angespielt, mit einem Bild von Afrikanern, die eine große Schlange tragen. Sowohl Männer als auch Schlangen sind in den Vororten von Beverly Hills überlagert, und Mitchells eigenes Haus ist auf der Rückseite blau markiert (grün in der britischen Ausgabe).
David Cavanagh schrieb 2017 im Uncut Magazine:

„Auf der geprägten Hülle hat Mitchell die Riesenschlange in eine fett-grüne Landschaft versetzt, die ein moderner Stadtpark sein könnte. In der Ferne ragten die Wolkenkratzer einer Metropole auf. Davor, zwischen den Geschäftsleuten und den Buschmännern, reihte sich eine Reihe von Bungalows auf, die wie Panzer vor einer Armee standen und den Stadtrand bewachten. Mitchells Motiv des Sommerrasens war sowohl impressionistisch als auch soziokulturell. Die inkongruenten Elemente des Covers fügten sich zu einem visuellen Wortspiel zusammen. Das zischende Geräusch wurde von Sprinklern erzeugt, aber eine Schlange kann in einem vorstädtischen Traumhaus gedeihen und sich um eine Ehe winden.“

## Rezeption
Das Album wurde zunächst heftig kritisiert. In Rolling Stone schrieb Stephen Holden, dass die Texte des Albums beeindruckend wären, aber die Musik ein Misserfolg:

„Wenn The Hissing of Summer Lawns umfangreiche Literatur bietet, wird es kaum eine wesentliche Musik geben ... Vier Mitglieder von Tom Scotts LA Express sind bei Hissing zu sehen, aber ihr uninspirierter Jazz-Rock-Stil widerspricht völlig Mitchells romantischem Stil ... The Hissing of Summer Lawns ist letztendlich eine großartige Sammlung von Pop-Gedichten mit einem ablenkenden Soundtrack. Lies es zuerst. Dann spiele es.“

Der Ruf der Platte hat jedoch im Laufe der Jahre an Bedeutung gewonnen. Der Musikautor Howard Sounes hat das Album ein Meisterwerk von Mitchell genannt, „eine LP, die neben Blood on the Tracks steht“. Prince, der Fan von Mitchell war, hatte das Album geliebt, und es in Interviews gepriesen.
Mitchell wurde bei den Grammy Awards 1977 als beste weibliche Pop-Vocal-Performance für das Album nominiert.
Das Album war in Robert Dimerys 1001 Albums You Must Hear Before You Die.

## Titelliste
Alle Titel sind von Joni Mitchell, sofern nicht anders angegeben.
Seite 1:
1. In France They Kiss on Main Street – 3:19
2. The Jungle Line – 4:25
3. Edith and the Kingpin – 3:38
4. Don't Interrupt the Sorrow – 4:05
5. Shades of Scarlett Conquering – 4:59

Seite 2:
1. The Hissing of Summer Lawns – Joni Mitchell, John Guerin – 3:01
2. The Boho Dance – 3:48
3. Harry's House; Centerpiece – Joni Mitchell; Jon Hendricks, Harry Edison (Centerpiece) – 6:48
4. Sweet Bird – 4:12
5. Shadows and Light – 4:19

## Musiker
- Joni Mitchell – Gesang, Akustikgitarre, Klavier, Keyboards, Synthesizer
- Victor Feldman – Percussion, Keyboards
- Larry Carlton – E-Gitarre
- Robben Ford – E-Gitarre, Gitarre
- Jeff Baxter – E-Gitarre
- Joe Sample – E-Piano, Keyboards
- James Taylor – Hintergrundgesang, Gitarre
- David Crosby und Graham Nash – Hintergrundgesang
- John Guerin – Schlagzeug
- Max Bennett – Bass
- Wilton Felder – Bass
- Chuck Findley – Trompete, Flügelhorn
- Bud Shank – Saxophon, Flöte
- Royal Drummers of Burundi – Trommeln
- Dale Oehler – Streicharrangement